# Portada/efemèride setembre 22
Junko Tabei
« 21 de setembre · 22 de setembre · 23 de setembre »